# Vanessa English
Vanessa English (Nottingham, 9 de maio de 1989) é uma competidora e instrutora faixa-preta de jiu-jitsu brasileiro. Nas faixas coloridas, ela é multicampeã europeia, tanto no quimono quanto no sem quimono, e a primeira competidora de jiu-jitsu brasileiro nascida no Reino Unido a vencer o Campeonato Mundial da IBJJF. English é medalhista faixa-preta do Campeonato Mundial de 2018 e campeã faixa-preta do Campeonato Europeu de 2018.

## Carreira
Vanessa English nasceu em 9 de maio de 1989 em King's Lynn, Norfolk, Inglaterra. Aos 16 anos, começou a praticar capoeira, seguida por jujutsu japonês, e em 2009, iniciou no jiu-jitsu brasileiro na Gracie Barra Derby sob a orientação de Pat e Steven Martin, onde começou a competir como faixa-branca. Em 2012, mudou-se para Nottingham, ingressando em outra academia Gracie Barra sob o comando de Victor Estima e Gareth Neale. Como faixa-azul, venceu o Campeonato Britânico Open tanto no quimono quanto no sem quimono e conquistou bronze no Campeonato Mundial de 2011. English passou a treinar diariamente, muitas vezes após seus turnos noturnos como cuidadora domiciliar em Nottingham. Após receber sua faixa-roxa em 2012, English venceu novamente o Campeonato Britânico Open. Em 2013, tornou-se campeã mundial e europeia ao vencer o Campeonato Mundial de 2013, o Campeonato Europeu de 2013 e o Campeonato Europeu Sem Quimono de 2013, sendo a primeira competidora britânica de jiu-jitsu brasileiro a vencer o Campeonato Mundial da IBJJF na divisão adulta. Após receber sua faixa-marrom em 2014, venceu o IBJJF London International Open e tornou-se campeã europeia por dois anos consecutivos (2014 e 2015), além de conquistar bronze na categoria absoluto em 2014.

## Carreira como faixa-preta
Em 7 de junho de 2015, English foi promovida a faixa-preta por Victor Estima. Como faixa-preta, English venceu o Campeonato Europeu de Jiu-Jitsu Brasileiro de 2018 após derrotar Livia Gluchowska na final da divisão peso-pena leve. e o Abu Dhabi Grand Slam Londres. Em 2018, conquistou bronze no Campeonato Mundial de Jiu-Jitsu de 2018, realizado em Long Beach, Califórnia. Em 2023, venceu o ouro no IBJJF London Open, competindo na divisão leve.
English foi convidada a competir no primeiro evento Kairos Pro Jiu-Jitsu, em 7 de maio de 2023. Ela registrou 3 vitórias e 1 empate para vencer seu grupo e avançar para a final, derrotando Gabi Schuck por decisão para conquistar o torneio.
English foi convidada a competir no Grapplefest 16, em 1º de julho de 2023, pelo título vago da promoção na categoria até 60 kg contra Adele Fornarino. English perdeu a luta por decisão.

## Resumo competitivo de jiu-jitsu brasileiro
Principais conquistas (faixa-preta):
- Campeã do IBJJF Europeu (2018)
- Campeã do Abu Dhabi Grand Slam Londres (2017)
- Campeã do IBJJF London International Open (2023[10])
- Campeã do IBJJF London Winter Open (2017)
- 2º lugar no Campeonato Mundial Profissional de Abu Dhabi (2017)
- 2º lugar no IBJJF London Winter Open (2017[c])
- 3º lugar no IBJJF London International Open (2023[c])
- 3º lugar no Campeonato Mundial da IBJJF (2018)

Principais conquistas (faixas coloridas):
- Campeã Mundial da IBJJF (2013 faixa-roxa)
- Campeã Europeia da IBJJF (2013 faixa-roxa, 2014/2015 faixa-marrom)
- Campeã do IBJJF Europeu Sem Quimono (2013 faixa-roxa)
- Campeã do IBJJF London Open (2014 faixa-marrom)
- 3º lugar no Campeonato Mundial da IBJJF (2011 faixa-azul)
- 3º lugar no Campeonato Europeu da IBJJF (2014[c] faixa-marrom[7])

## Linhagem de instrutores
Mitsuyo Maeda > Carlos Gracie > Helio Gracie > Carlos Gracie Jr. > Victor Estima > Vanessa English